# 변산초등학교
변산초등학교는 대한민국 전북특별자치도 부안군 변산면 지서리에 있는 공립 초등학교이다.

## 학교 연혁
- 1934년 5월 10일 변산공립보통학교(4년제) 개교
- 1938년 4월 1일 변산공립심상소학교 (명칭 변경)
- 1941년 4월 1일 변산공립국민학교(6년제) (명칭 변경)
- 1982년 3월 4일 병설유치원 개원
- 1993년 3월 1일 중계국민학교 통폐합
- 1996년 3월 1일 변산초등학교로 개칭
- 1999년 3월 1일 변산동분교장, 마포초등학교 통폐합
- 2001년 11월 26일 본관 개축공사 준공(16실)
- 2016년 2월 5일 제79회 졸업식(졸업생 총수5,283명)
- 2016년 3월 1일 7학급 편성(특수학급1), 병설유치원 2학급 편성
- 2016년 9월 1일 제27대 양희정 교장 부임

## 참고 자료
- 변산초등학교 - 한국교육학술정보원 학교알리미